# Vielmur-sur-Agout
Vielmur-sur-Agout är en kommun i departementet Tarn i regionen Occitanien i södra Frankrike. Kommunen ligger i kantonen Vielmur-sur-Agout som tillhör arrondissementet Castres. År 2022 hade Vielmur-sur-Agout 1 377 invånare.

## Befolkningsutveckling
Antalet invånare i kommunen Vielmur-sur-Agout
| Referens: INSEE |